# Rebollar (Soria)
Rebollar ist ein Ort und eine Gemeinde (municipio) mit nur noch 36 Einwohnern (Stand: 2024) im Norden der Provinz Soria in der Autonomen Gemeinschaft Kastilien-León. Die Gemeinde gehört zur bevölkerungsarmen Serranía Celtibérica.

## Lage
Der Ort Rebollar liegt in der von Felsen und Hügeln durchsetzten Hochebene (meseta) im Norden der Provinz Soria in einer Höhe von ca. 1125 m. Die Entfernung zur südlich gelegenen Provinzhauptstadt Soria beträgt knapp 23 km (Fahrtstrecke). Der kleine aber historisch bedeutsame Ort Almazán liegt nur etwa 14 km in südwestlicher Richtung entfernt. Das Klima ist gemäßigt; Regen (ca. 570 mm/Jahr) fällt überwiegend im Winterhalbjahr.

## Bevölkerungsentwicklung
| Jahr      | 1857 | 1900 | 1950 | 2000 | 2019 |
| Einwohner | 308  | 277  | 174  | 52   | 42   |

Die zunehmende Mechanisierung der Landwirtschaft, die Aufgabe bäuerlicher Kleinbetriebe (Höfesterben) und der daraus resultierende Verlust an Arbeitsplätzen haben in hohem Maße zum deutlichen Rückgang der Bevölkerung beigetragen (Landflucht).

## Wirtschaft
Die Gemeinde lebte jahrhundertelang ausschließlich vom Getreideanbau (Gerste und Weizen), der hauptsächlich zur Selbstversorgung betrieben wurde; auch Viehhaltung (Schafe, Ziegen, Hühner) fand in geringem Maße statt. Der Ort Rebollar diente als merkantiles, handwerkliches und kulturelles Zentrum für die inzwischen zumeist verschwundenen Weiler und Einzelgehöfte in seiner Umgebung. Heute spielt die Landwirtschaft immer noch die wichtigste Rolle, doch sind auch Einnahmen aus dem Tourismus (Vermietung von Ferienwohnungen) zu verzeichnen.

## Geschichte

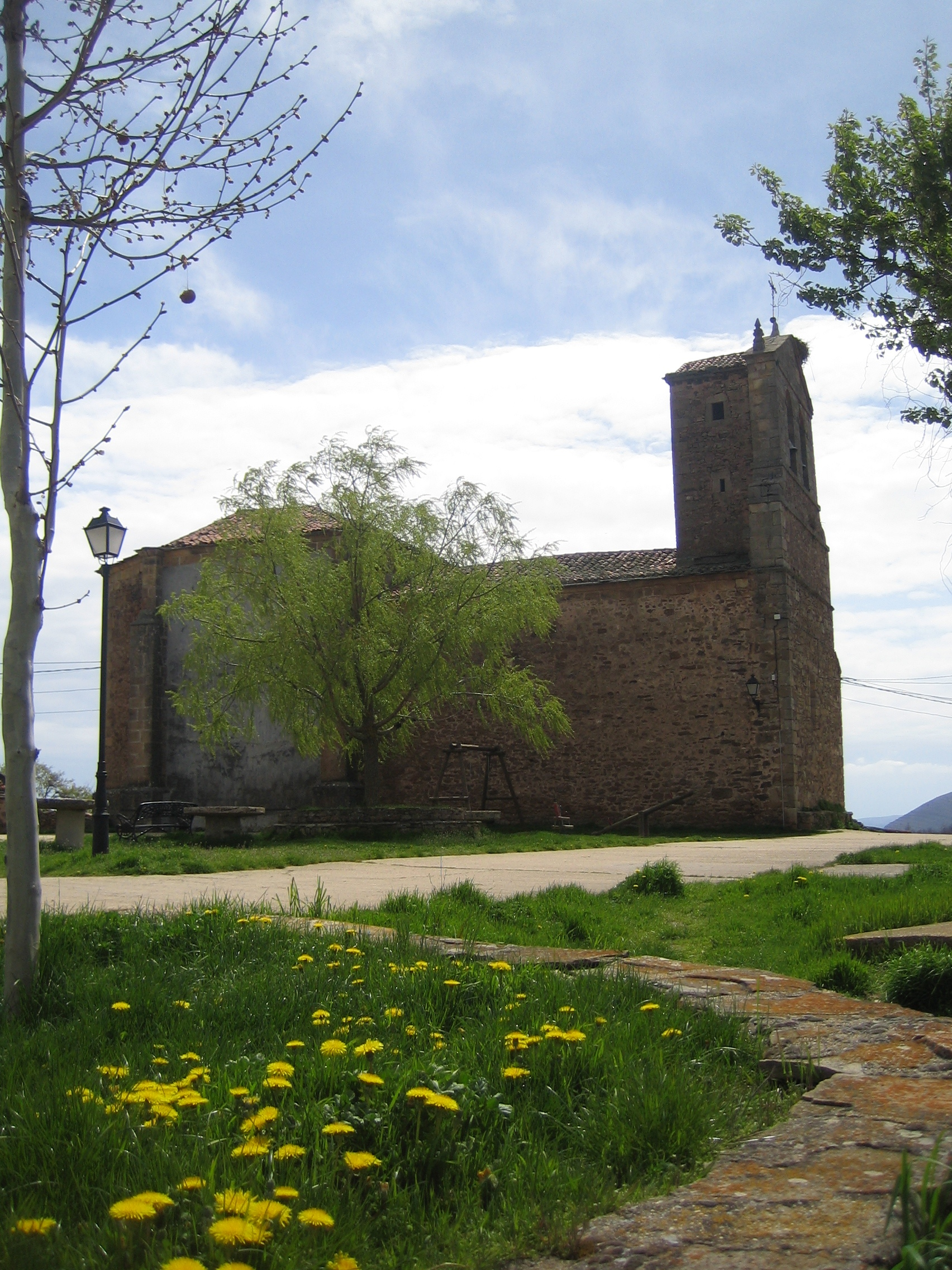
Rebollar – Iglesia de San Andrés Apóstol

Nach der arabisch-maurischen Eroberung entvölkerten sich weite Gebiete im Norden der Iberischen Halbinsel. Im 10. Jahrhundert begann unter dem kastilischen Grafen Gonzalo Téllez die in der zweiten Hälfte des 11. Jahrhunderts unter Alfons VI. vollendete Rückeroberung (reconquista) Altkastiliens, die in der Einnahme der etwa 250 km (Luftlinie) weiter südwestlich gelegenen Stadt Toledo im Jahr 1085 ihren vorläufigen Höhepunkt fand. In dieser Zeit wurde Rebollar von Siedlern aus dem christlichen Norden neu- oder wiederbesiedelt (repoblación) und gehörte später zum Verwaltungsbezirk der Villa y Tierra de Soria.

## Sehenswürdigkeiten
- Die aus dem 13./14. Jahrhundert stammende Kirche San Andrés Apóstol wurde mehrfach umgestaltet. Über der Westfassade erhebt sich ein Glockengiebel (espadaña) mit anschließender Glockenstube. Das Kirchenschiff (nave) ist gewölbt; Vierung und polygonal gebrochene Apsis (capilla mayor) sind um ca. 2 m höher als das Langhaus. In der Apsis erhebt sich ein barockes Altarretabel (retablo) aus dem 18. Jahrhundert.[3]
- Auf dem Platz seitlich der Kirche steht ein Brunnen (fuente) mit einer angeschlossenen Viehtränke (abrevadero) aus dem 17./18. Jahrhundert.

Umgebung
- Ein spätmittelalterlicher Vorgängerbau der Ermita de Nuestra Señora de la Soledad wurde im ausgehenden 18. Jahrhundert umgebaut.